# 姚体

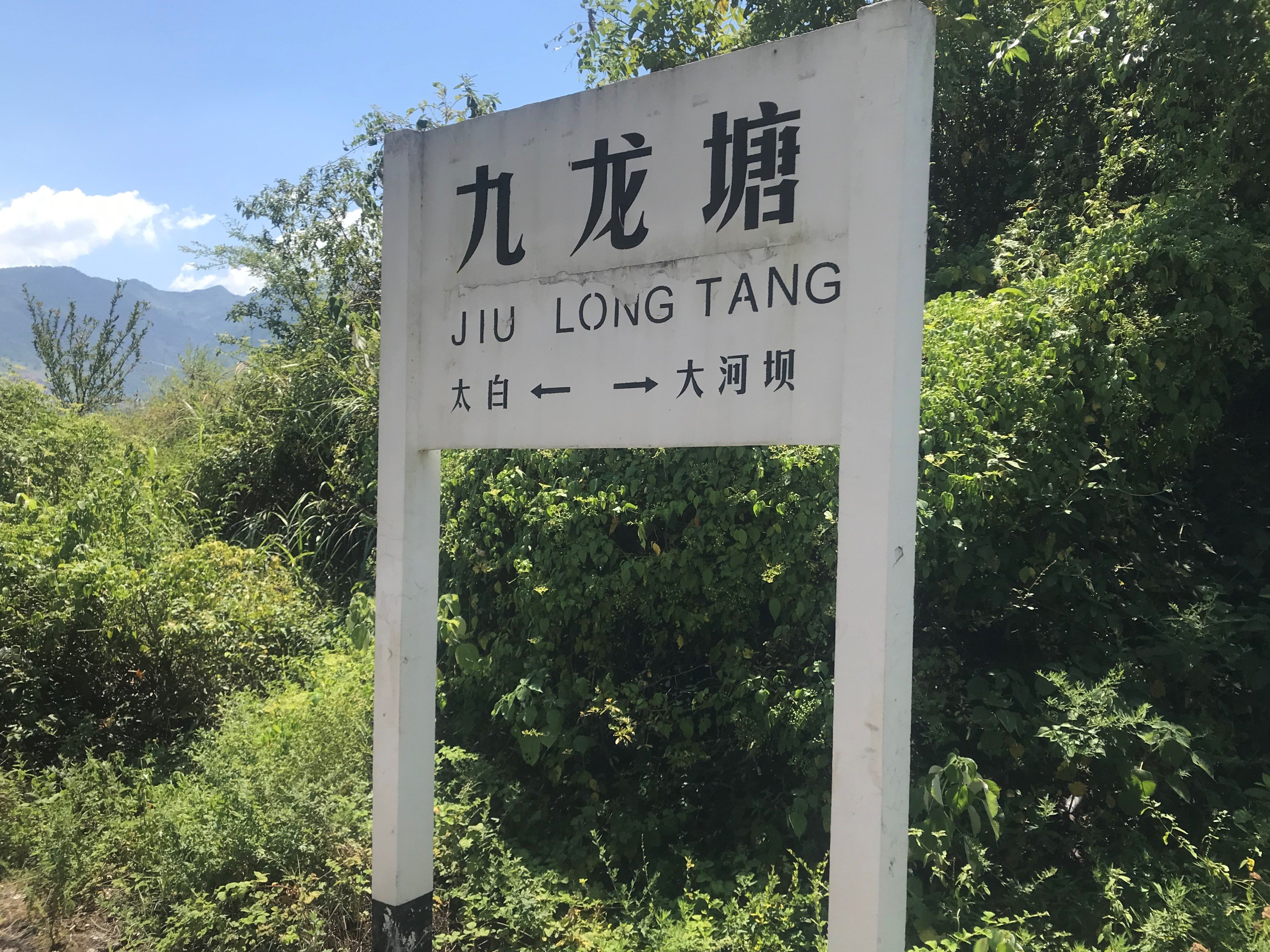
使用姚体的川黔铁路九龙塘站站牌

姚體是漢字印刷字體之一，由上海解放日报社高级技工姚志良所创而名，是以宋体为蓝本，吸取了楷体的柔和、仿宋的秀丽、黑体的浓重等特点而形成的一种方形字体。字体修长、挺拔，结构朴实大方，笔划匀称、清新。姚体首先在《解放日报》上使用，以后许多报纸纷纷加以推广，目前已成一种常用的标题用字。
经过标准化的姚体，已被方正、金桥等中文计算机字库收录，并用于印刷。